# Richard Brauer
Richard Brauer (alemany: Richard Dagobert Brauer)  (Charlottenburg, 10 de febrer de 1901 - Belmont, 17 d'abril de 1977) va ser un matemàtic jueu alemany, emigrat als Estats Units.

## Vida i Obra
El seu pare era un ric comerciant jueu de pelleteria. El seu germà, Alfred, set anys més gran, també va ser un destacat matemàtic. Una germana que hi havia entre els dos, Alice, va morir víctima de l'holocaust. Des de 1907 fins a 1919 va ser escolaritzat a l'escola Kaiser Friedrich de Charlottenburg (avui dia un barri de Berlín) i el 1919 es va matricular a l'Escola Tècnica Superior de Charlottenburg (avui Universitat Tècnica de Berlín) amb la pretensió de ser inventor, però després d'un semestre, va veure que tenia més interès per la teoria. Es va traslladar, doncs, a la universitat de Berlín on va fer la carrera de matemàtiques, excepte un curs acadèmic que va estar a la universitat de Friburg de Brisgòvia. Es va graduar el 1925 i va obtenir el doctorat el 1926 sota la direcció d'Issai Schur i Erhard Schmidt.
A partir de 1925 va ser professor de la universitat de Königsberg, càrrec que es va veure obligat a abandonar el 1933 quan el nou govern nazi va aprobar les lleis antisemites. El 1931, amb Emmy Noether i Helmut Hasse, va demostrar un teorema fonamental, que porta els seus cognoms, que afirma que tota àlgebra simple de divisió sobre un cos numèric és cíclica. Quan va perdre el seu lloc de treball, estava embarcat en el projecte d'escriure un gran tractat d'àlgebra, estimulat per Richard Courant i l'editorial Springer, però les circumstàncies socials i polítiques alemanyes (l'antisemitisme) ho van fer impossible.
Gràcies al suport d'Oswald Veblen, de John von Neumann i del Comité d'Emergència d'Ajuda als Acadèmics Desplaçats, Brauer va rebre una oferta de treball de la universitat de Kentucky i 1500 dòlars pel viatge. El novembre de 1933 va arribar a Lexington (Kentucky) per a fer-se càrrec de la seva docència i uns mesos més tard van arribar la seva dona, també matemàtica, i els seus fills. Malgrat la calurosa benvinguda que va rebre a Lexington, el curs següent, 1934/35, va anar a l'Institut d'Estudis Avançats de Princeton per a fer d'ajudant de Hermann Weyl, a qui admirava força des dels seus treballs en teoria de grups. Des de 1935 fins al 1948 va ser professor de la universitat de Toronto, excepte els breus períodes que va dirigir alguns seminaris a la universitat de Wisconsin. Durant aquesta època va iniciar els seus treballs en teoria de la representació modular, teoria que havia introduit el matemàtic texà Leonard Dickson uns anys abans. Al mateix temps que desenvolupava la teoria, buscava les seves aplicacions a l'estructura dels grups finits.
Els cinc cursos següents va ser professor de la universitat de Michigan a Ann Arbor fins que el 1952 va ser nomenat professor de la universitat Harvard on va romandre fins a la seva jubilació e 1971. En aquesta època va ser un dels principals contribuents al progrès de la comprensió i classificació dels grups finits. A partir de 1969 va començar a patir una miastènia greu que, malgrat que li va afectar els ulls, va aconseguir gestionar per a mantenir una vida quasi normal fins a la seva mort el 1977.
Brauer va publicar més de cent articles en revistes científiques; el 1980, els seus deixebles van publicar les seves Collected Papers (Obres Escollides) en tres volums. El primer volum conté un descripció, escrita pel mateix Brauer, del seu desenvolupament, una llista completa de les seves obres i altres materials addicionals.